# Sorin Popa
Sorin Popa (* 24. März 1953) ist ein rumänisch-US-amerikanischer Mathematiker, der sich mit Operatoralgebren befasst.
Popa studierte an der Universität Bukarest, wo er 1977 sein Diplom machte und 1983 promovierte. 1977 bis 1987 war er Forscher am INCREST in Bukarest. Ab 1987 war er Professor an der University of California, Los Angeles. Außerdem war er 1996 bis 1998 Professor an der Universität Genf. Er war unter anderem Gastwissenschaftler am MSRI, dem Schrödinger Institut in Wien, der Universität Paris VI und VII, dem IHES und dem Collège de France.
Sorin beschäftigt sich mit Operatoralgebren (Von-Neumann-Algebren, C*-Algebren) in der Funktionalanalysis, speziell der Theorie der Subfaktoren solcher Operatoralgebren und ihrer Klassifikation. Er benutzte die schon länger bekannte Verbindungen von Subfaktoren und von Neumann-Algebren zur Ergodentheorie (maßerhaltende Abbildungen von Gruppen in Räumen mit Wahrscheinlichkeitsmaß) zum Beweis von Starrheitssätzen für Subfaktoren.
1990 war er Invited Speaker auf dem ICM in Kyōto (Subfactors and Classifications in von Neumann algebras). 1995/96 war er Guggenheim Fellow. 2006 hielt er einen Plenarvortrag auf dem ICM in Madrid (Deformation and Rigidity for group actions and Von Neumann Algebras). Im Jahr 2009 erhielt er den Ostrowski-Preis. 2009 bis 2011 hielt er den Chaire Blaise Pascal in Frankreich. 2013 wurde er zum Mitglied der American Academy of Arts and Sciences gewählt, 2025 zum Mitglied der National Academy of Sciences. Er ist Fellow der American Mathematical Society.
Zu seinen Doktoranden zählt Adrian Ioana.

## Schriften
- Classification of subfactors and their endomorphisms, American Mathematical Society 1995